# Kanton Clichy
Kanton Clichy is een kanton van het Franse departement Hauts-de-Seine. Kanton Clichy maakt deel uit van het arrondissement Nanterre en telt 62.485 inwoners in 2018.

## Gemeenten
Het kanton Clichy omvat enkel de gemeente Clichy.